# شهرستان فنگتای
شهرستان فنگتای (به لاتین: Fengtai County) یک منطقهٔ مسکونی در چین است که در هواینان واقع شده‌است.